# Trentepohlia teneroides
Trentepohlia teneroides är en tvåvingeart som beskrevs av Alexander 1932. Trentepohlia teneroides ingår i släktet Trentepohlia och familjen småharkrankar. Inga underarter finns listade i Catalogue of Life.